# Batrisodes subterraneus
Batrisodes subterraneus är en skalbaggsart som beskrevs av Park 1951. Batrisodes subterraneus ingår i släktet Batrisodes och familjen kortvingar. Inga underarter finns listade i Catalogue of Life.